# Lena Krušec
Lena Krušec, slovenska arhitektka, * 1976, Celje.
Med letoma 1995 in 2001 je študirala na Fakulteti za arhitekturo v Ljubljani, kjer je diplomirala pod mentorstvom dr. Aleša Vodopivca. Leta 2017 je skupaj s Tomažem Krušcem in Vidom Kurinčičem  prejela nagrado Prešernovega sklada.